# Teorema di Borel-Carathéodory
In matematica, in particolare in analisi complessa, il teorema di Borel-Carathéodory è un'applicazione del teorema del massimo modulo che mostra che una funzione olomorfa può essere limitata dalla sua parte reale.
Il nome dell'enunciato è dovuto a Émile Borel e Constantin Carathéodory.

## Il teorema
Sia {\displaystyle f} una funzione olomorfa su un cerchio di raggio {\displaystyle R} centrato nell'origine. Dato {\displaystyle r<R}, vale la disuguaglianza:
{\displaystyle \|f\|_{r}\leq {\frac {2r}{R-r}}\sup _{|z|\leq R}\operatorname {Re} (f(z))+{\frac {R+r}{R-r}}|f(0)|}
dove la norma al membro di destra è il massimo valore assunto da {\displaystyle f} nel disco chiuso:
{\displaystyle \|f\|_{r}=\max _{|z|\leq r}|f(z)|=\max _{|z|=r}|f(z)|}
L'ultima uguaglianza è dovuta al teorema del massimo modulo.

## Dimostrazione
Sia {\displaystyle A} un numero definito come:
{\displaystyle A=\sup _{|z|\leq R}\operatorname {Re} (f(z)),}
e si ponga {\displaystyle f(0)=0}. Dal momento che {\displaystyle \operatorname {Re} (f)} è una funzione armonica si può considerare {\displaystyle A>0}. Si ha che {\displaystyle f} mappa nel semipiano complesso {\displaystyle P} alla sinistra della retta {\displaystyle x=A}. In pratica, si vuole mappare tale semipiano in un disco, dove si applica il lemma di Schwarz: se la funzione {\displaystyle w\mapsto w/A-1} mappa {\displaystyle P} nel semipiano a sinistra dell'origine, la funzione {\displaystyle w\mapsto R(w+1)/(w-1)} manda il semipiano a sinistra dell'origine nel cerchio di raggio {\displaystyle R} centrato nell'origine. La composizione delle due mappe:
{\displaystyle w\mapsto {\frac {Rw}{w-2A}}}
manda {\displaystyle 0} in {\displaystyle 0}, ed è dunque la funzione cercata. Applicando il lemma di Schwarz a tale funzione e {\displaystyle f} si ottiene:
{\displaystyle {\frac {|Rf(z)|}{|f(z)-2A|}}\leq |z|.}
Prendendo {\displaystyle |z|\leq r} la precedente equazione diventa:
{\displaystyle R|f(z)|\leq r|f(z)-2A|\leq r|f(z)|+2Ar}
in modo che:
{\displaystyle |f(z)|\leq {\frac {2Ar}{R-r}}}
come si voleva mostrare.
Nel caso generale, si può semplicemente applicare il ragionamento alla funzione {\displaystyle f(z)-f(0)}:
{\displaystyle |f(z)|-|f(0)|\leq |f(z)-f(0)|\leq {\frac {2r}{R-r}}\sup _{|w|\leq R}\operatorname {Re} (f(w)-f(0))\leq {\frac {2r}{R-r}}\left(\sup _{|w|\leq R}\operatorname {Re} (f(w))+|f(0)|\right)}